# Rancid (album)
Rancid – czwarty studyjny album punkrockowego  zespołu Rancid wydany w 2000 roku przez Epitaph Records.

## Utwory
1. "Don Giovanni"
2. "Disgruntled"
3. "It's Quite Alright"
4. "Let Me Go"
5. "I Am Forever"
6. "Poison"
7. "Loki"
8. "Blackhawk Down"
9. "Rwanda"
10. "Corruption"
11. "Antennas"
12. "Rattlesnake"
13. "Not to Regret"
14. "Radio Havana"
15. "Axiom"
16. "Black Derby Jacket"
17. "Meteor of War"
18. "Dead Bodies"
19. "Rigged on a Fix"
20. "Young Al Capone"
21. "Reconciliation"
22. "GGF"

## Autorzy
- Tim Armstrong – gitara elektryczna, wokal
- Lars Frederiksen - gitara elektryczna, wokal
- Matt Freeman - gitara basowa, wokal
- Brett Reed - perkusja